# Voie rapide H3 (Slovénie)
Pour les articles homonymes, voir H3.
La voie rapide H3 (slovène : Hitra cesta H3) est une voie rapide slovène de 10,2 km contournant Ljubljana par le nord.

## Parcours
- Échangeur entre H3 et A1 ( 27) : Maribor, Koper
- 1 : Ljubljana-Nove Jarše, Ljubljana-Šmartno, Industrijska cona Moste
- 2 : Ljubljana-Tomačevo, Ljubljana-Črnuče, Ljubljana-Stožice, Ljubljana-Žale, Trzin
- 3 : Ljubljana-Bežigrad, Ljubljana-center, Ljubljana-Ježica
- 4 : Ljubljana-Savlje, Industrijska cona Šiška
- 5 : Industrijska cona Šiška, Ljubljana-Savlje
- 6 : Ljubljana-sever, Ljubljana-Šentvid, Ljubljana-center, Ljubljana-Dravlje, Ljubljana-Šiška, Medvode, Brnik, Kranj, Villach
- 7 : Ljubljana-Dravlje, Ljubljana-Šiška
- 8 : Ljubljana-Podutik, Ljubljana-Koseze
- Échangeur entre H3 et A2 ( 15B) : Koper, Villach